# Arion (Iowa)
Arion es una ciudad situada en el condado de Crawford, estado de Iowa (Estados Unidos). Según el censo de 2000 tenía una población de 136 habitantes.

## Demografía
Según el censo de 2000, había 136 personas, 56 hogares y 38 familias residiendo en la localidad. La densidad de población era de 110,57 hab./km². Había 61 viviendas con una densidad media de 50,1 viviendas/km². El 92,65% de los habitantes eran blancos, el 0,74% amerindios, el 3,68% de otras razas, y el 2,94% pertenecía a dos o más razas. El 8,09% de la población eran hispanos o latinos de cualquier raza.
Según el censo, de los 56 hogares, en el 32,1% había menores de 18 años, el 44,6% pertenecía a parejas casadas, el 7,1% tenía a una mujer como cabeza de familia, y el 32,1% no eran familias. El 32,1% de los hogares estaba compuesto por un único individuo, y el 25,0% pertenecía a alguien mayor de 65 años viviendo solo. El tamaño promedio de los hogares era de 2,43 personas, y el de las familias de 2,71.
La población estaba distribuida en un 22,8% de habitantes menores de 18 años, un 10,3% entre 18 y 24 años, un 30,1% de 25 a 44, un 25,7% de 45 a 64, y un 11,0% de 65 años o mayores. La media de edad era 38 años. Por cada 100 mujeres había 106,1 hombres. Por cada 100 mujeres de 18 años o más, había 118,8 hombres.
Los ingresos medios por hogar en la localidad eran de 33 750 dólares ($), y los ingresos medios por familia eran 36 250 $. Los hombres tenían unos ingresos medios de 26.250 $ frente a los 18.750 $ para las mujeres. La renta per cápita para la ciudad era de 12 654 $. El 27,7% de la población y el 23,3% de las familias estaban por debajo del umbral de pobreza. El 38,6% de los menores de 18 años y el 50% de los habitantes de 65 años o más vivían por debajo del umbral de pobreza.

## Geografía
Según la Oficina del Censo de los Estados Unidos, la localidad tiene un área total de 1,23 km², la totalidad de los cuales corresponden a tierra firme.